# Projekt 661
Projekt 661 „Antschar“(NATO-Codename Papa-Klasse) ist eine ehemalige Atom-U-Boot-Klasse der sowjetischen Marine, die aus nur einem Boot bestand, der K-162. Nach NATO-Klassifizierung handelte es sich um ein SSGN (SS = Submarine (U-Boot); G = Guided Missile (Lenkflugkörper); N = nuclear powered (Kernenergieantrieb)).

## Konstruktion
Das Projekt 661 war der direkte Vorgänger der späteren Oscar-Klasse. Das Ziel der Entwicklung war der Bau eines sehr schnellen U-Bootes zur Bekämpfung von Überwasserzielen mit Seezielflugkörpern.
Um eine große Tauchtiefe zu gewährleisten, wurde der Druckkörper des Bootes aus Titan gefertigt, welches gegenüber Stahl den Vorteil eines geringeren Gewichts hatte. Ebenso wurden zwei Kernreaktoren verbaut. Die Entwicklung des Projekts zog sich in die Länge, da die großmaßstäbige Verarbeitung von Titan sehr aufwändig war und Projekt 661 weltweit das erste große U-Boot mit Titanrumpf darstellte. Die geforderte Seezielbekämpfungsfähigkeit wurde durch den Einbau von zehn Seezielflugkörper P-70 „Ametist“ in separaten Startbehältern vor dem Turm des Bootes gewährleistet. Die Startbehälter befanden sich zwischen dem Druckkörper und der Außenhülle des Bootes.

## Geschichte
Die Entwicklung begann Anfang des Jahres 1959 im OKB-16 unter Berücksichtigung der Erfahrungen mit der unlängst in Dienst gestellten November-Klasse. Am 28. Dezember 1963 wurde die K-162 als erstes und einziges Boot der Klasse in der Sewmasch-Werft in Sewerodwinsk auf Kiel gelegt. Der Bau zog sich über volle fünf Jahre hin und erst am 21. Dezember 1968 konnte K-162 vom Stapel laufen. Ein Jahr später, am 31. Dezember 1969, wurde die K-162 in Dienst gestellt. Weitere Boote dieser Klasse wurden nicht gebaut.
K-162 verfügte über die zur Erfüllung seiner Konzeption notwendigen Eigenschaften. Es war bis zur Indienststellung der Alfa-Klasse das schnellste U-Boot der Welt und erreichte bei der Seeerprobung unter Wasser eine Höchstgeschwindigkeit von 44,7 kn (82,8 km/h). Die auf dem Turm montierten Geräte (Antennen, Periskope) erlitten durch die hohe Unterwassergeschwindigkeit jedoch beträchtlichen Schaden, da sie nicht vollständig in den Turm eingezogen werden konnten. Dies schränkte die tatsächliche Einsatzgeschwindigkeit des Bootes stark ein. Weitere Nachteile waren die enorm hohen Baukosten und die für ein U-Boot absolut inakzeptable Lautstärke.
Nach rund 10 Jahren Einsatz wurde das Boot 1980 für die Instandsetzung in der Sewmasch-Werft aufgelegt. Im September 1980 kam es dort beim Beladen mit neuem Kernbrennstoff zu einem Reaktorunfall. Das Boot wurde daraufhin mit dem irreparablen Kernreaktor zum Marinestützpunkt Belomorsk in Sewerodwinsk geschleppt und dort vertäut. Im Jahr 1988 wurde der beschädigte Kernreaktor aus dem Boot entfernt. Die Verschrottung des zwischenzeitlich in K-222 umbenannten Bootes begann 2010 in der Sewmasch-Werft.

## Bedeutung
Die beim Bau des Projekts 661 gewonnenen Erfahrungen in der Verwendung von Titan als Rumpfmaterial waren für die Einführung der Alfa-Klasse (Projekt 705 Lira) richtungsweisend, dessen Erscheinen für die United States Navy überraschend war. Die Alfa-Boote erreichten Geschwindigkeiten von annähernd 42 kn unter Wasser, operierten in einer Tiefe von 609,6 m bis 762 m und übertrafen damit alle vorgehenden sowjetischen und amerikanischen U-Boot-Typen. Dennoch galt auch die Alfa-Klasse als Fehlschlag. Das Projekt 685 Plawnik war eine weitere U-Boot-Klasse mit Titanrumpf, deren einziges Boot, die K-278 Komsomolez, jedoch 1989 sank. Die Sowjetunion konzentrierte sich nach diesen teilweise missglückten Entwürfen auf den Bau traditioneller U-Boote mit Stahldruckkörpern. Die letzte erfolgreicher U-Boot-Klasse mit Titanrumpf war Projekt 945.

## Gebaute Einheit
- K-162
  - Kiellegung: 28. Dezember 1963
  - Fertigstellung: 21. Dezember 1968
  - Indienststellung: 31. Dezember 1969
  - Verbleib:
    - später in K-222 umbenannt
    - Reaktorunfall am 30. September 1980
    - 1988 in Reserve (Sewerodwinsk)
    - 1989 ausgemustert
    - März 2010 Beginn der Demontage bei Swjosdotschka (Sewerodwinsk)[2]
    - April 2015 Ende der Abbrucharbeiten[3]